# Sukonolo
Sukonolo is een bestuurslaag in het regentschap Malang van de provincie Oost-Java, Indonesië. Sukonolo telt 4607 inwoners (volkstelling 2010).